# Urban Bäckström
Urban Bäckström (nacido el 25 de mayo de 1954 en Sollefteå, Västernorrlands län) es un economista sueco que fue CEO de la Confederación de Empresas Suecas desde 2005 hasta 2014 y gobernador del Banco de Suecia desde 1994 hasta 2002.

## Personal
Bäckström creció en Visby y Helsingborg y se graduó con un título en economía de Universidad de Estocolmo. Está casado con Ewa, quien trabaja para SAS. La pareja tiene dos hijos.

## Carrera
Urban Bäckström comenzó su carrera en el Ministerio de Finanzas durante el gobierno de Thorbjörn Fälldin. Más tarde fue economista jefe del centro-derecha Partido Moderado. Mientras fue secretario de Estado en el Ministerio de Finanzas, estuvo involucrado, entre otras cosas, en la gestión de la crisis financiera de Suecia a principios de la década de 1990. En 1994 fue nombrado gobernador del Banco de Suecia. Tras la crisis financiera asiática de 1997, Bäckström trabajó para restabilizar la krona sueca, que había comenzado a verse afectada por la crisis mundial durante el segundo trimestre de 1998. Como parte de sus funciones como gobernador, sirvió en la junta directiva del Banco de Pagos Internacionales.
Tras dimitir en 2002, fue nombrado CEO de Skandia Liv, parte del grupo de compañías de seguros Skandia. En 2005 se convirtió en CEO de la Confederación de Empresas Suecas, que representa a empresas grandes y empleadores.
Ha sido miembro de la Academia Real Sueca de Ciencias de la Ingeniería desde 2003.